# 쥐똥나무
쥐똥나무(문화어: 검정알나무, 영어: border privet, Amur privet)는 물푸레나무과에 속하며 겨울에 잎이 지는 떨기나무이다. 한국과 일본이 원산으로 학명은 Ligustrum obtusifolium이다.

## 생태
들이나 산기슭에서 절로 자라며, 가로수로 심기도 한다. 잎은 길이 2~7cm, 너비 7~25mm 정도로 마주나고 긴 타원 모양이다. 끝이 약간 둔하고 가장자리에 톱니가 없으며 뒷면 잎맥 위에 털이 있다. 암수한그루로 5~6월에 꽃이 핀다. 새로 난 가지의 끝에서 총상꽃차례나 겹총상꽃차례로 흰색 꽃이 모여 핀다. 향기가 진하다. 9~10월에 핵과이며 길이 7~8mm 정도인, 타원형의 열매가 여는데 검게 익는다. 이 모양이 쥐똥처럼 생겨서 쥐똥나무라고 부른다. 나무껍질에는 껍질눈이 있다.

## 사진

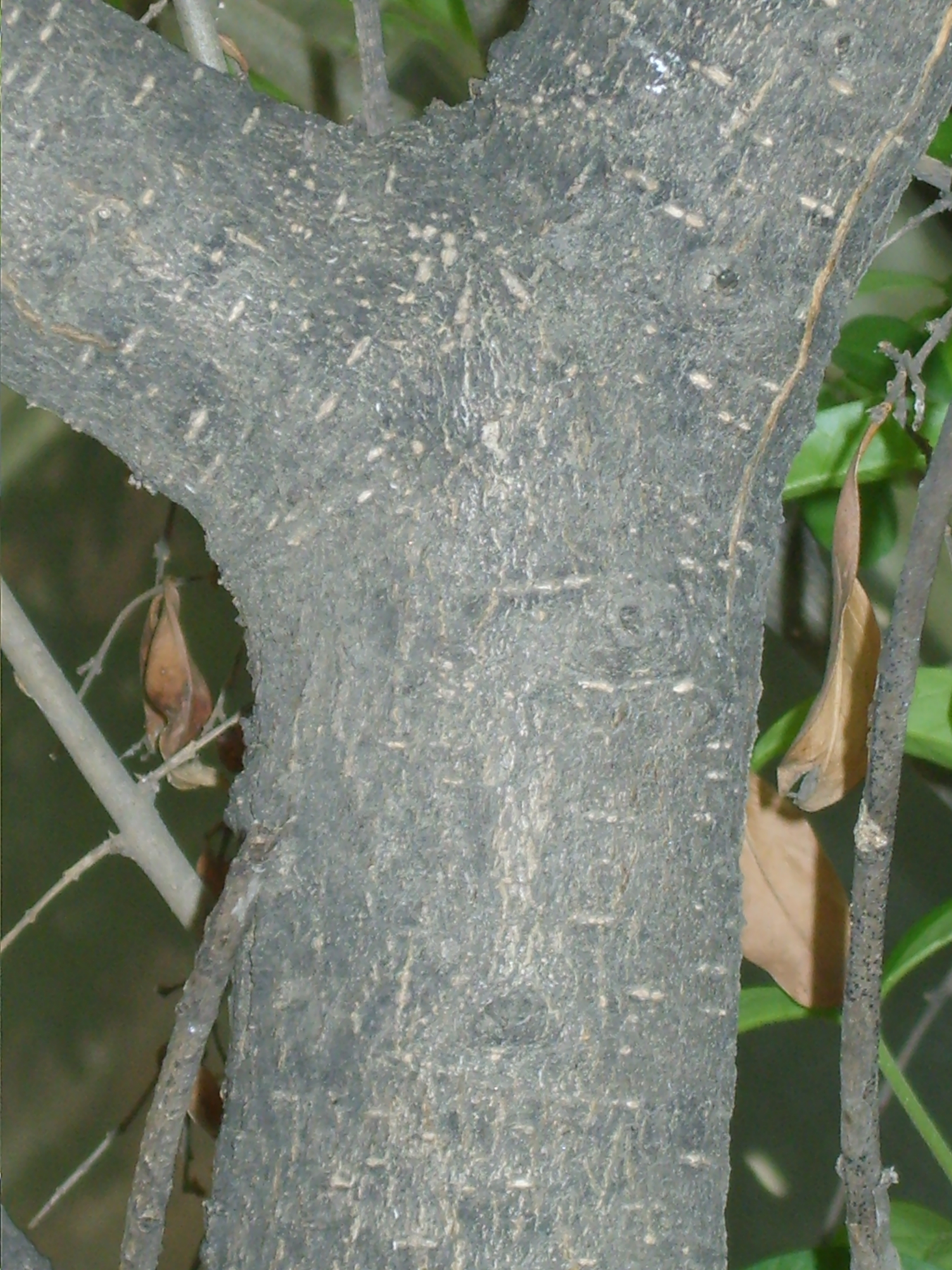
줄기. 껍질눈이 있다.
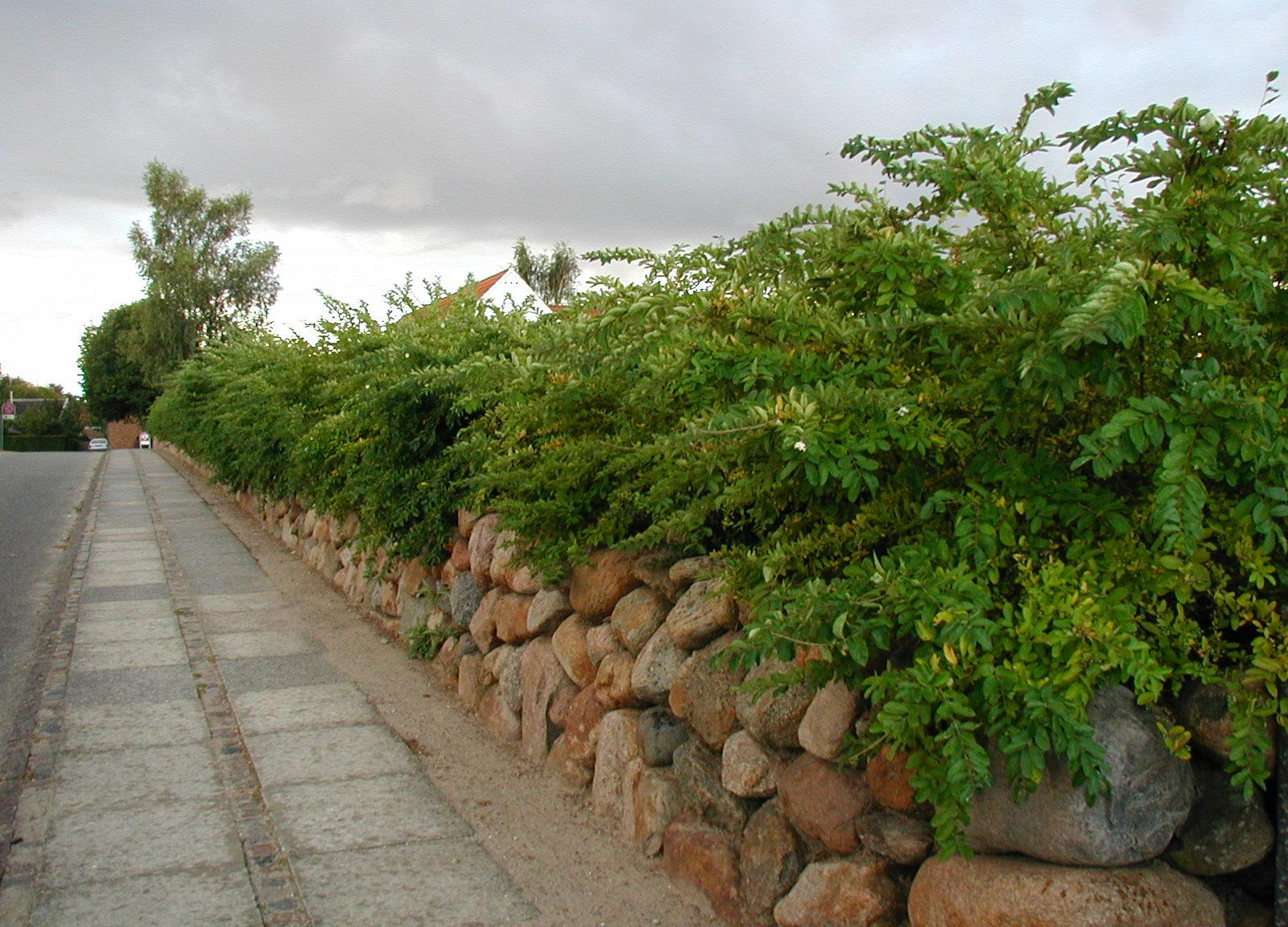
가로수로 이용되는 모습
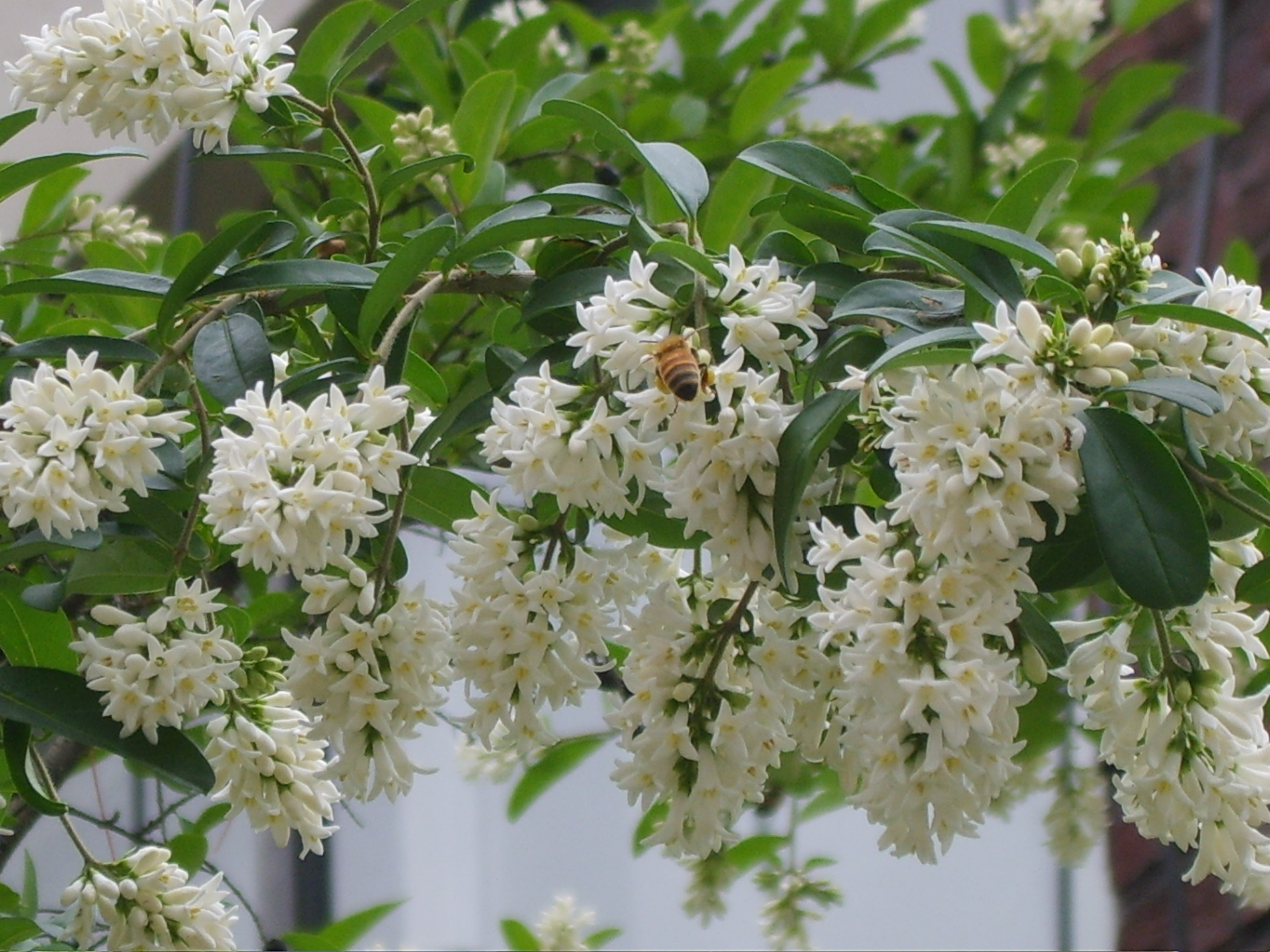
5월에 핀 꽃
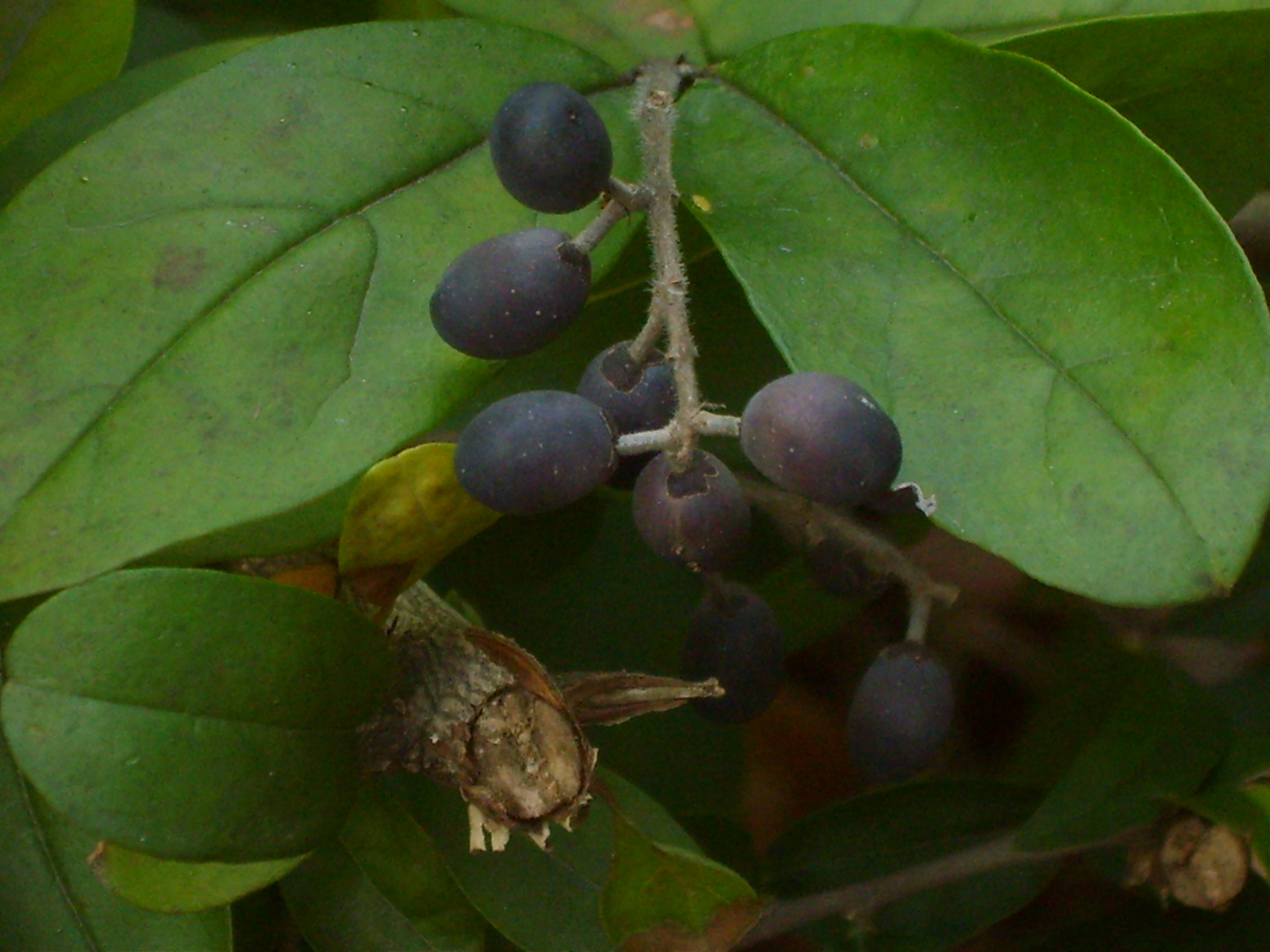
열매

## 비슷한 나무
- 광나무(L. japonicum var. japonicum) - 난대 지방에 서식하며 열매가 쥐똥나무와 똑같이 생겼다. 쥐똥나무와 달리 여름에 꽃이 피고 상록수이다.
- 털쥐똥나무(L. obtusfolium var. regelianum) - 2년생 가지에 털이 있고 열매가 빽빽하게 달린다.
- 섬쥐똥나무(L. foliosum for. foliosum)
- 왕쥐똥나무(L. ovalifolium)
- 버들쥐똥나무(L. salicinum)

## 문학 속의 쥐똥나무
| “ | 쥐똥나무 좁쌀알 같은 꽃망울들 쏟아놓고 있는 개인 주택 울타리를 지나다 멈칫, 뒷걸음친다 이 진동, 피 진동시키는 향기 … 나 그 진한 향기에 듬뿍 취해 걷는다 쥐똥나무 흰 꽃들 산들산들 몸 흔드는 더 이상 욕심 없는 생의 가쁜함으로 | ” |
|   | — 이나명.〈쥐똥나무꽃 이름〉,《그 나무는 새들을 품고 있다》(문학과지성사, 1999) |   |

## 참고 문헌
- 김용식; 송근준; 안영희; 오구균; 이경재; 이유미 (2000). 《조경수목 핸드북》. 광일문화사. ISBN 89-85243-25-X.
- 윤주복 (2004). 《나무 쉽게 찾기》. 진선출판사. ISBN 978-89-7221-414-4.
- 박상진 (2001). 《궁궐의 우리 나무》. 눌와. 확인날짜 =쪽. ISBN 89-950852-6-6.